# Legge Mammì
La legge 6 agosto 1990, n. 223 (detta anche legge Mammì dal suo promotore Oscar Mammì) fu la seconda legge organica di sistema che l'ordinamento italiano ha avuto in materia radiotelevisiva dopo la riforma della RAI del 1975.

## Storia
La norma fu emanata dopo la pronuncia di incostituzionalità da parte della Corte costituzionale della Repubblica Italiana del decreto Berlusconi del 1984 poiché permetteva alle emittenti locali, attraverso il meccanismo delle syndication, di trasmettere a livello nazionale.
Intanto la direttiva comunitaria 89/552/CEE del 3 ottobre 1989 dal titolo Televisione senza frontiere, dettò disposizioni basilari a tutti i Paesi membri della Comunità economica europea. Durante il governo Andreotti VI venne redatto il disegno di legge n. 4710 della X legislatura, su proposta di Oscar Mammì, e venne approvato alla Camera dei deputati il 1º agosto 1990.

## Contenuto
Il pluralismo ai sensi della norma si realizza con il concorso di soggetti pubblici e privati (pluralismo degli operatori o emittenti). Il pluralismo esterno ha i suoi fondamenti costituzionali negli articoli 21 e 41 della Costituzione, ossia nella libertà di manifestazione del pensiero e nella libertà di iniziativa economica. La Corte Costituzionale, sempre nella sentenza n. 826/1988, fornisce questa definizione: possibilità di ingresso, nell'ambito dell'emittenza pubblica e di quella privata, di quante più voci consentano i mezzi tecnici, con la concreta possibilità nell'emittenza privata che i soggetti portatori di opinioni diverse possano esprimersi senza il pericolo di essere emarginati a causa dei processi di concentrazione delle risorse tecniche ed economiche nelle mani di uno o pochi.
La legge consente ad ogni canale televisivo privato di avere un proprio direttore di rete ed un telegiornale con relativo direttore responsabile. Inoltre vieta le pubblicità durante i cartoni animati e fissa i limiti massimi di interruzioni pubblicitarie durante i film. Secondo l'art. 16 della legge i gestori dei servizi radiotelevisivi, sia nazionali che locali potevano gestire il servizio o sotto forma di società lucrative, oppure in  modalità comunitaria in assenza di fine di lucro.

## Struttura
La norma è divisa in cinque titoli e quarantuno articoli.
Fondamentale è il titolo I, che fissa due princìpi di carattere generale, ma che richiamano valori costituzionali.
- Nell'articolo 1 si stabilisce che la diffusione di programmi radiofonici o televisivi, realizzata con qualsiasi mezzo tecnico, ha carattere di preminente interesse generale.
- Nell'articolo 2 si fa esplicito riferimento al pluralismo dell'informazione, il quale è considerato il principio più importante nei mezzi di comunicazione di massa.
  - Pluralismo interno: l'espressione apertura alle diverse opinioni, tendenze politiche, sociali, culturali e religiose è un richiamo a una sentenza n. 826 del 1988 della Corte Costituzionale della Repubblica Italiana in cui si definisce il pluralismo come la concreta possibilità di scelta tra programmi che garantiscano l'espressione di tendenze aventi caratteri eterogenei (pluralismo dell'informazione)
  - Pluralismo esterno: corrisponde alla possibilità d'ingresso nel mercato di diversi partecipanti

## Analisi
La legge segue un periodo nel quale si è costruito una sorta di monopolio della televisione privata, da parte della Fininvest, al di fuori della legge, dunque contro il divieto di interconnessione, che ha portato poi ad interventi dell'esecutivo, concretizzatisi nei cosiddetti decreti Berlusconi e finalizzati a contrastare potenziali interventi della magistratura che potessero impedire la diffusione su scala nazionale di programmi televisivi di emittenti private.
Fu soprannominata sarcasticamente dai giornalisti del tempo legge fotografia e legge Polaroid in quanto si limitava a legittimare la situazione anomala preesistente, da stato di fatto a stato di diritto, ufficializzando il duopolio televisivo de facto Rai-Fininvest. A seguito della fiducia posta dal VI Governo Andreotti sulle forti pressioni del PSI, il 27 luglio 1990 cinque ministri della sinistra DC si dimisero dall'incarico (Mino Martinazzoli, Sergio Mattarella, Riccardo Misasi, Calogero Mannino e Carlo Fracanzani). La legge fu comunque approvata con la fiducia e a voto segreto il 1º agosto 1990.
Successivamente si avvertì la necessità d'istituire un'autorità Antitrust per ridimensionare eventuali posizioni dominanti nell'ambito dei mezzi di comunicazione. La Corte Costituzionale, con la sentenza n. 420 del 1994, ha dichiarato illegittimo il comma 4 dell'articolo 15 della legge, nella parte relativa alla radiodiffusione televisiva, ove si stabilisce che le concessioni a un singolo soggetto non possono superare il venticinque per cento del numero di reti nazionali previste dal piano di assegnazione e comunque il numero di tre. L'incostituzionalità rilevata dalla Consulta risiede nel fatto che un singolo soggetto, possedendo contemporaneamente tre reti televisive, commette grave violazione del principio pluralistico citato nell'articolo 21 della Costituzione, espresso già precedentemente dalla legge n. 416 del 1981, per il settore della stampa, che proibisce tuttora, a chiunque, di possedere più del 20% delle testate esistenti.
La Corte ha constatato l'insensatezza di una maggior generosità nei confronti delle reti televisive. Il comma 4 dell'articolo 15 (e poi l'intero articolo) è stato abrogato dalla legge Gasparri del 3 maggio 2004, n. 112.